# Paula Santos (arquiteta)
Ana Paula Santos (Águeda, 1961), conhecida como Paula Santos, é uma arquitecta e professora portuguesa, Vice-Presidente do Conselho Directivo Nacional da Ordem dos Arquitectos (2020/2022), agraciada em 1999 com o grau de Grande Oficial da Ordem de Mérito.

## Percurso
Licenciada pela Faculdade de Arquitectura da Universidade do Porto (FAUP), em 1986, e doutoranda pelo Colégio das Artes da Faculdade de Ciências e Tecnologia da Universidade de Coimbra.
Entre 1985 e 1986, foi colaboradora do Arquitecto Carlos Guimarães e Arquitecto Eduardo Souto Moura.
Entre 1986 e 1988, foi assessora na Câmara Municipal de Santa Maria da Feira.
Entre 1990 e 1996, foi assessora na Câmara Municipal de Matosinhos, e Directora do GTL de Matosinhos.
Entre 1996 e 2001, foi sócia-gerente da empresa Sátira Design.
Entre 1997 e 2006, foi docente na Universidade Lusíada do Porto.:

Em 1999, fundou a sua própria empresa, paula santos | arquitectura, no Porto. Desde então, tem construído um extenso portfolio com encomenda pública e privada. Tem trabalhado também na área do design, joalharia, mobiliário e artefactos.

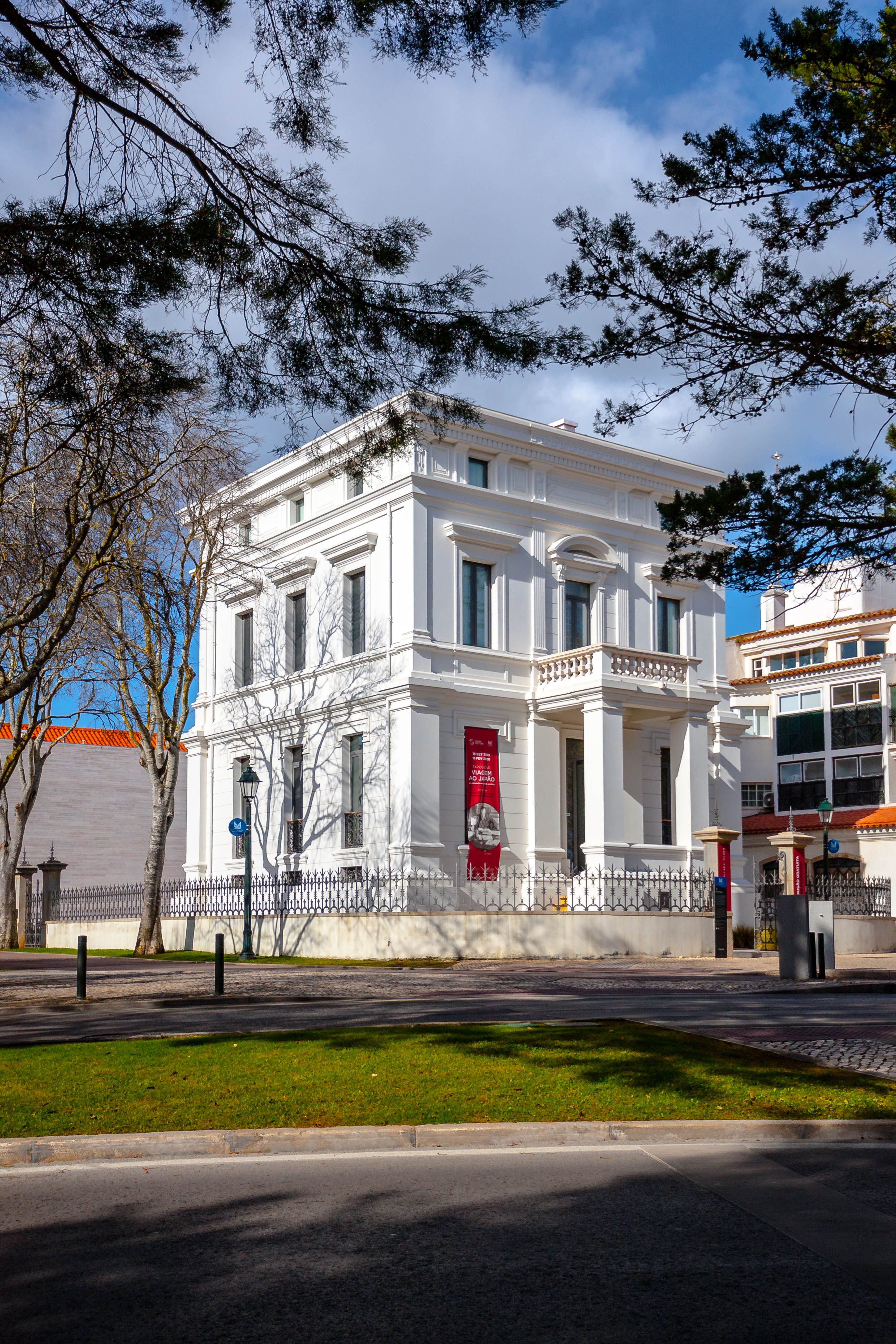
Casa Sommer em Cascais

Também em 1999, Paula Santos foi agraciada com o título de Grande Oficial da Ordem de Mérito, pelo Presidente da República Dr. Jorge Sampaio, pela sua participação na Expo’98 (Pavilhão do Futuro).
Entre 2008 e 2010, foi vogal do Conselho Directivo Nacional (CDN) da Ordem dos Arquitectos e, de 2010 a 2013, do Conselho Directivo Regional. Actualmente é Vice-Presidente do Conselho Directivo Nacional da Ordem dos Arquitectos (2020/2022).
De 2008 a 2013, foi professora convidada no Departamento de Arquitectura da Faculdade de Ciências e Tecnologia (FCT) da Universidade de Coimbra.
Em 2016, Paula Santos foi responsável pelo projecto de renovação da Casa Sommer, antiga residência do empresário milionário Henrique Sommer, em Cascais, que cresceu dos 824 metros quadrados para 1254, incluindo uma livraria municipal, uma sala de consulta pública e três pisos de exposição.
Foi também responsável pelo projecto do novo presbitério do Recinto de Oração do Santuário de Fátima (2016/2017), juntamente com o arquitecto grego Alexandros Tombazis.
Em janeiro de 2020, participou num ciclo de conversas organizado pela Roca e pela Associação Mulheres na Arquitectura para falar sobre as mulheres na arquitectura. Apresentou o seu trabalho na 9ª sessão do ciclo de conversas, intitulada “Espaços para arquitectas“.

Em fevereiro de 2020,  participou na segunda edição do programa Backoffice, que consiste numa série de visitas de estudo, para estudantes universitários, a ateliers de arquitectura, para que possam formar uma ideia sobre o ambiente profissional. O atelier de Paula Santos esteve entre os 16 ateliers visitados. Da lista, constavam ateliers de arquitectura com elevada influência no país, tais como DATA, Pedro Machado Costa, Ventura Trindade, Site Specific, PLCO, Manuel Aires Mateus, Contemporânea de Manuel Graça Dias e Egas Vieira, BASE, CVDB – Cristina Veríssimo e Diogo Burnay, Inês Lobo, Promontório, Correia Ragazzi, OODA e AND-RÉ.

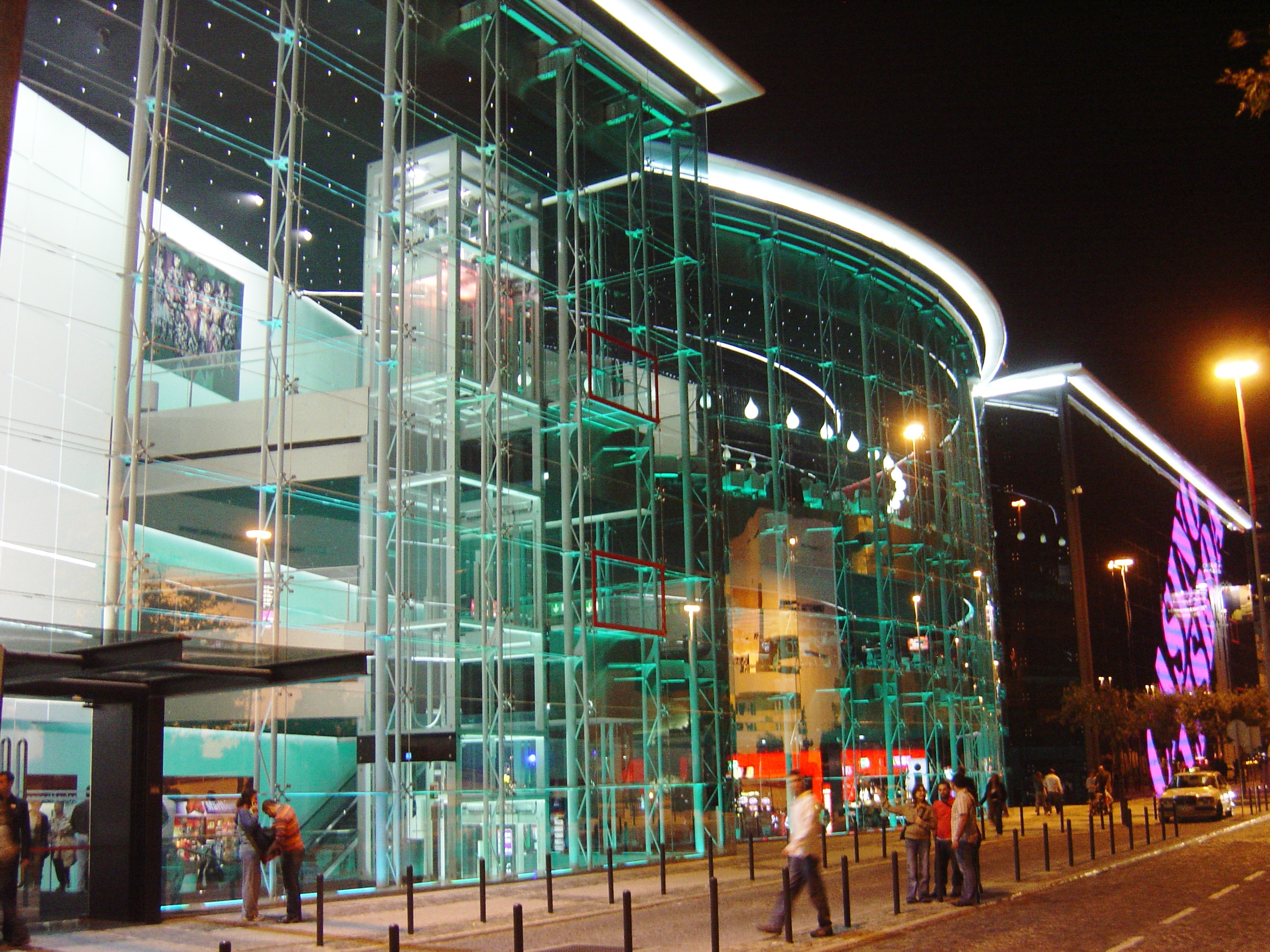
Pavilhão Futuro da Expo'98, actual Casino de Lisboa

Tem inúmeras obras publicadas e participa frequentemente em exposições, conferências e workshops nacionais e internacionais.

## Prémios e Reconhecimentos
- 1999: Título de Grande Oficial da Ordem de Mérito pelo Presidente da República Dr. Jorge Sampaio, pela sua participação na Expo’98 (Pavilhão do Futuro).[2][3][9][10]
- 2019: World Architecture Technal Awards (Paris, França): Pavilhão Desportivo Efanor na Senhora da Hora (Matosinhos) projectado pela Arquitecta Paula Santos, ganhou um prémio na categoria “Prémio DESCOBRIR”.[17][18][19][20][21]

## Obra
- 2007: Recepção - Citânia de Santa Luzia (Centro de Visitantes, Viana do Castelo, Portugal)[22]
- 2007: Residência de Estudantes da Universidade de Coimbra (Coimbra, Portugal)[23]Presbitério no recinto de oração em Fátima

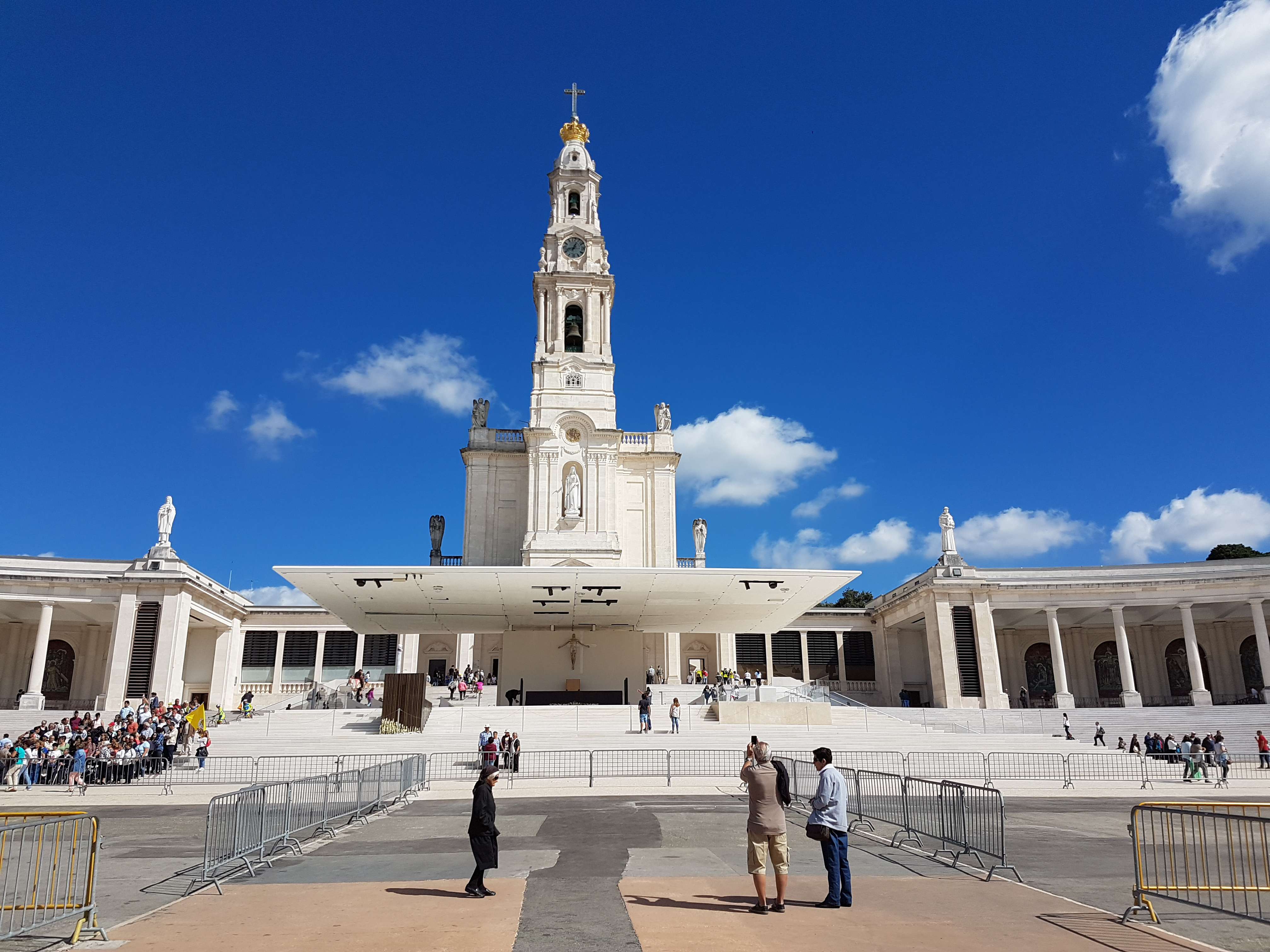
Presbitério no recinto de oração em Fátima

- 2007: Casa de Habitação Unifamiliar no Porto (Porto, Portugal)[24]
- 2008: Casa em Ovar (Ovar, Portugal)[25]
- 2014: Edifício Residencial no Porto (Porto, Portugal)[26]
- 2016: Projecto de renovação do interior da Casa Sommer, antiga residência do empresário milionário Henrique Sommer (Cascais, Portugal).[8][12]
- 2016/2017: Projecto do Presbitério do Recinto de Oração do Santuário de Fátima, juntamente com o arquitecto grego Alexandros Tombazia (Fátima, Portugal)[13][14][15]
- 2018: Colégio Efanor, Polo II (Senhora da Hora, Matosinhos, Portugal)[19][27]
- 2018: Edifício Residencial no Porto (Rua Alexandre Braga, Porto, Portugal)[28]
- 2019: Edifício Residencial no Porto (Rua Miguel Bombarda, Porto, Portugal)[29][30]